# Nódulo de Virchow

El sistema linfático.

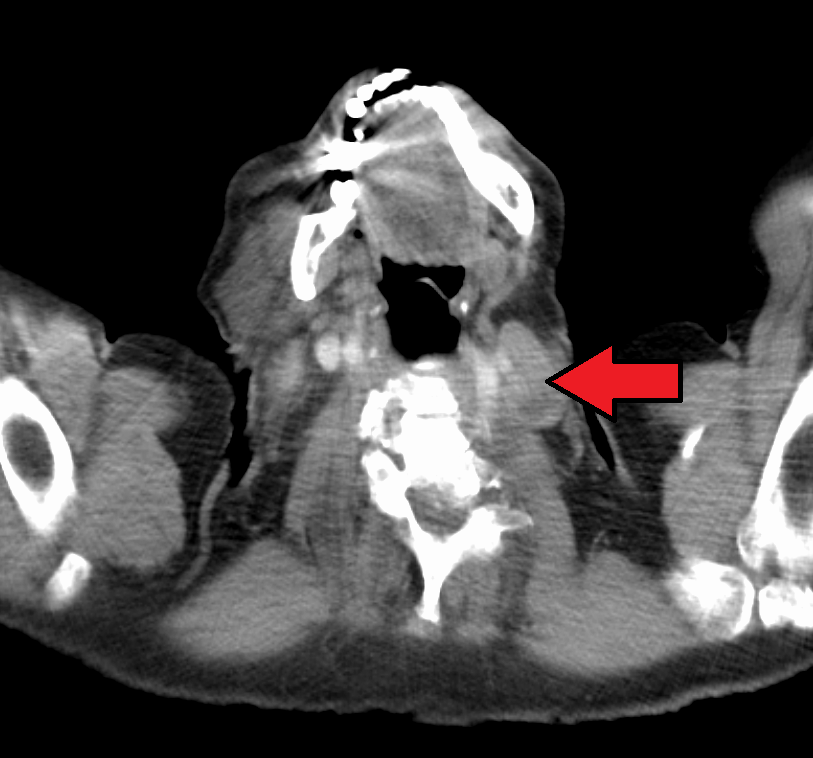
El nódulo de Virchow, visto en una tomografía computarizada.

El nódulo de Virchow (también llamado nódulo de Troisier o nódulo de Virchow-Troisier ) es un ganglio linfático situado en la fosa supraclavicular izquierda (el área por encima de la clavícula izquierda). Recibe el drenaje de vasos linfáticos en la cavidad abdominal. El descubrimiento de un nódulo agrandado y endurecido ha sido largamente considerado como un fuerte indicativo de la presencia de cáncer en el abdomen, específicamente cáncer gástrico, que se ha expandido a través de los vasos linfáticos. Por esta misma razón a veces se lo llama nódulo señal o nódulo centinela. Pese a esto, el concepto no está directamente relacionado con el procedimiento del nódulo centinela que a veces se utiliza en cirugía oncológica, y tampoco tiene relación con la "glándula centinela" del epiplón mayor.
Fue nombrado en honor a Rudolf Virchow (1821-1902), el patólogo alemán que describió por primera vez la glándula y su asociación con el cáncer gástrico en 1848. El patólogo francés Charles Émile Troisier (1844-1919) notó en 1889 que otros cánceres abdominales podían, también, expandirse al nódulo. Se ha sugerido llamarlo nódulo de Virchow-Troisier.

## Significado clínico
Los procesos malignos de los órganos internos pueden alcanzar un estado avanzado antes de dar síntomas. El cáncer gástrico, por ejemplo, puede permanecer asintomático mientras ocurre metástasis. Uno de los primeros puntos visibles donde estos tumores se propagan es el ganglio linfático supraclavicular izquierdo.
El ganglio supraclavicular izquierdo es el nódulo de Virchow clásico porque es en el lado izquierdo del cuello donde el drenaje linfático de casi todo el cuerpo (a través del conducto torácico) ingresa a la circulación venosa por medio de la vena subclavia izquierda. La metástasis bloquea el conducto torácico, provocando regurgitación a los ganglios circundantes, como el nódulo de Virchow. Otro concepto es que uno de los ganglios supraclaviculares corresponde al ganglio final a lo largo del conducto torácico y por esto se da el agrandamiento.
El diagnóstico diferencial de un nódulo de Virchow agrandado incluye linfoma, varios procesos malignos intraabdominales, cáncer de mama e infección (por ejemplo del brazo). De forma similar, un ganglio linfático supraclavicular derecho agrandado tiende a drenar procesos malignos torácicos tales como cáncer de pulmón y de esófago, al igual que linfoma de Hodgkin.